# Плюсы (озеро)
Плю́сы (бел. Плю́сы; в источниках на белорусском языке — также Плюскае возера) — озеро в Браславском районе Витебской области Белоруссии, в бассейне реки Западная Двина. Озеро находится в 20 км к северу от города Браслав, возле агрогородка Плюсы. От берегов начинается пограничная полоса вдоль границы с Латвией.

## Описание
Площадь поверхности озера составляет 1,54 км². Длина — 2,04 км, наибольшая ширина — 1,61 км, длина береговой линии — 8,7 км. Максимальная глубина — 5,8 м, средняя — 3 м. Объём воды в озере — 4,62 млн м³. Площадь водосбора — 6,56 км².
Берега озера изрезанные. На западном берегу озера находится агрогородок Плюсы. К юго-восточному берегу примыкает заболоченный лес. В южной части озера находятся 9 островов общей площадью 10 га, крупнейшие из которых — острова Малый и Большой. Высота над уровнем моря — 134,5 м.
Котловина озера подпрудного типа, расположена в понижении между холмов. Склоны котловины в западной и северной частях пологие, высотой 4—5 м, в южной — крутые, высотой до 8—10 м. Берега низкие, песчаные. Водоём окружён поймой шириной от 10—80 до 300 метров.
Дно озера до глубины 1,5 м песчаное. На больших глубинах дно устлано сапропелем и глинистым илом.
Минерализация воды составляет 195—210 мг/л, прозрачность — 1,6 м. Озеро эвтрофное, слабопроточное. В Плюсы впадают несколько ручьев и вытекает небольшая река Пресвята, приток Западной Двины. Русло Пресвяты частично зарегулировано и превращено в канал.

## Флора и фауна
Надводная растительность образует полосу шириной 10—30 м, распространяющуюся до глубины 1,5 м. До глубины 2,5 м под водой произрастают рдесты, роголистник, элодея, харовые водоросли. Наиболее сильно зарастают заливы на востоке и северо-востоке, участки между островами, отмели.
В озере водятся щука, окунь, лещ, плотва, густера, краснопёрка, линь и другие виды рыб.